# Johann Dihanich
Johann Dihanich (Kismarton, 1958. október 24. –) válogatott osztrák labdarúgó, középpályás, edző.

## Pályafutása

### Klubcsapatban
1968-ban a kelénpataki ASKÖ Klingenbach korosztályos csapatában kezdte a labdarúgást, ahol 1973-ban mutatkozott be az első csapatban. 1978 és 1983 között az Austria Wien, 1983–84-ben az SSW Innsbruck, 1984 és 1987 között ismét az Austria labdarúgója volt. Az Austriával öt bajnoki címet és három osztrák kupagyőzelmet ért el. 1987 és 1989 között a Grazer AK, 1989 és 1991 között a VÖEST Linz, 1991–92-ben a Favoritner AC játékosa volt. 1992-ben visszatért anyaegyesületéhez az ASKÖ Klingenbachhoz és 2000-ben itt fejezte be az aktív labdarúgást.

### A válogatottban
1980 és 1984 között tíz alkalommal szerepelt az osztrák válogatottban. Tagja volt az 1982-es spanyolországi világbajnokságon részt vevő csapatnak.

### Edzőként
1994–95-ben az ASKÖ Klingenbach csapatánál segédedző, majd 1996 és 2000 között az együttes vezetőedzője volt. 2000–01-ben a Grazer AK, 2001 és 2005 között az Austria Wien segédedzőjeként dolgozott. 2005–06-ban az SV Rohrbach, 2006 és 2008 között a Klingenbach, 2008–09-ben az SC-ESV Parndorf 1919 szakmai munkáját irányította. 2009–10-ban az Austria Wien amatőr csapatának a vezetőedzője volt. 2012 és 2015 között illetve 2016–2017-ben ismét a Klingenbachnál tevékenykedett.

## Sikerei, díjai
Austria Wien
- Osztrák bajnokság
  - bajnok (5): 1978–79, 1979–80, 1980–81, 1984–85, 1985–86
- Osztrák kupa
  - győztes (3): 1980, 1982, 1986